# Campionato mondiale maschile di pallavolo 1949
Il campionato maschile mondiale di pallavolo 1949 si è svolto dal 10 al 18 settembre 1949 a Praga, in Cecoslovacchia: al torneo hanno partecipato dieci squadre nazionali e la vittoria finale è andata per la prima volta all'[[Nazionale maschile  di pallavolo dell'
Unione Sovietica|
Unione Sovietica]].

## Regolamento

### Formula
Le squadre hanno disputato una prima fase a gironi con formula del girone all'italiana; al termine della prima fase:
- Le prime due classificate di ogni girone hanno acceduto al girone per il primo posto, strutturato in un girone all'italiana.
- L'ultima classificata del girone A e B e le ultime due classificate del girone C hanno acceduto al girone per il settimo posto, strutturato in un girone all'italiana.

### Criteri di classifica
Sono stati assegnati 2 punti alla squadra vincente e 1 a quella sconfitta.
L'ordine del posizionamento in classifica è stato definito in base a:
- Punti;
- Ratio dei set vinti/persi;
- Ratio dei punti realizzati/subiti;
- Risultati degli scontri diretti.

## Squadre partecipanti
| Squadra | Qualificazione      | Ultima partecipazione |
| --- | ------------------- | --------------------- |
| Belgio | -                   | Debutto               |
| Bulgaria | -                   | Debutto               |
| Cecoslovacchia | Paese organizzatore | Debutto               |
| Francia | -                   | Debutto               |
| Italia | -                   | Debutto               |
| Paesi Bassi | -                   | Debutto               |
| Polonia | -                   | Debutto               |
| Romania | -                   | Debutto               |
| Ungheria | -                   | Debutto               |
| [[File: Flag of the Soviet Union (1936 – 1955).svg\|class=noviewer\| Unione Sovietica (bandiera)\|border\|20x16px]] [[Nazionale maschile di pallavolo dell' Unione Sovietica\| Unione Sovietica]] | -                   | Debutto               |

## Torneo

### Fase a gironi
| Girone A       | Girone B | Girone C |
| -------------- | -------- | --- |
| Cecoslovacchia | Bulgaria | Belgio |
| Paesi Bassi    | Francia  | Romania |
| Polonia        | Italia   | Ungheria |
| -              | -        | [[File: Flag of the Soviet Union (1936 – 1955).svg\|class=noviewer\| Unione Sovietica (bandiera)\|border\|20x16px]] [[Nazionale maschile di pallavolo dell' Unione Sovietica\| Unione Sovietica]] |

#### Girone A

##### Risultati
| 10 settembre 1949 ?, Praga Durata: ? - Spettatori: ? | Polonia        | 3 - 0 | Paesi Bassi | 15-2, 15-7, 15-4  |
| 11 settembre 1949 ?, Praga Durata: ? - Spettatori: ? | Cecoslovacchia | 3 - 0 | Polonia     | 15-5, 15-10, 15-5 |
| 13 settembre 1949 ?, Praga Durata: ? - Spettatori: ? | Cecoslovacchia | 3 - 0 | Paesi Bassi | 15-0, 15-0, 15-1  |

##### Classifica
| Pos. | Squadra        | Pt | G | V | P | SV | SP | Ratio | PF | PS | Ratio |
| ---- | -------------- | -- | - | - | - | -- | -- | ----- | -- | -- | ----- |
| 1.   | Cecoslovacchia | 4  | 2 | 2 | 0 | 6  | 0  | MAX   | 90 | 21 | 4,285 |
| 2.   | Polonia        | 3  | 2 | 1 | 1 | 3  | 3  | 1,000 | 65 | 58 | 1,120 |
| 3.   | Paesi Bassi    | 2  | 2 | 0 | 2 | 0  | 6  | 0,000 | 14 | 90 | 0,155 |

      Qualificata al girone per il primo posto.
      Qualificata al girone per il settimo posto.

#### Girone B

##### Risultati
| 10 settembre 1949 ?, Praga Durata: ? - Spettatori: ? | Bulgaria | 3 - 1 | Italia  | 15-7, 13-15, 15-4, 15-9   |
| 11 settembre 1949 ?, Praga Durata: ? - Spettatori: ? | Bulgaria | 3 - 0 | Francia | 15-8, 15-7, 15-2          |
| 13 settembre 1949 ?, Praga Durata: ? - Spettatori: ? | Francia  | 3 - 1 | Italia  | 14-16, 15-10, 15-5, 15-13 |

##### Classifica
| Pos. | Squadra  | Pt | G | V | P | SV | SP | Ratio | PF  | PS  | Ratio |
| ---- | -------- | -- | - | - | - | -- | -- | ----- | --- | --- | ----- |
| 1.   | Bulgaria | 4  | 2 | 2 | 0 | 6  | 1  | 6,000 | 103 | 52  | 1,980 |
| 2.   | Francia  | 3  | 2 | 1 | 1 | 3  | 4  | 0,750 | 76  | 89  | 0,853 |
| 3.   | Italia   | 2  | 2 | 0 | 2 | 2  | 6  | 0,333 | 79  | 117 | 0,675 |

      Qualificata al girone per il primo posto.
      Qualificata al girone per il settimo posto.

#### Girone C

##### Risultati
| 11 settembre 1949 ?, Praga Durata: ? - Spettatori: ? | Romania | 3 - 2 | Ungheria | 12-15, 15-6, 16-14, 1-15, 16-14 |
| 11 settembre 1949 ?, Praga Durata: ? - Spettatori: ? | [[Nazionale maschile di pallavolo dell' Unione Sovietica\| Unione Sovietica]] [[File: Flag of the Soviet Union (1936 – 1955).svg\|class=noviewer\| Unione Sovietica (bandiera)\|border\|20x16px]] | 3 - 0 | Belgio   | 15-1, 15-6, 15-4                |
| 12 settembre 1949 ?, Praga Durata: ? - Spettatori: ? | Ungheria | 3 - 0 | Belgio   | 15-8, 15-13, 15-2               |
| 12 settembre 1949 ?, Praga Durata: ? - Spettatori: ? | [[Nazionale maschile di pallavolo dell' Unione Sovietica\| Unione Sovietica]] [[File: Flag of the Soviet Union (1936 – 1955).svg\|class=noviewer\| Unione Sovietica (bandiera)\|border\|20x16px]] | 3 - 0 | Romania  | 15-4, 15-6, 16-14               |
| 13 settembre 1949 ?, Praga Durata: ? - Spettatori: ? | [[Nazionale maschile di pallavolo dell' Unione Sovietica\| Unione Sovietica]] [[File: Flag of the Soviet Union (1936 – 1955).svg\|class=noviewer\| Unione Sovietica (bandiera)\|border\|20x16px]] | 3 - 0 | Ungheria | 15-9, 15-4, 15-9                |
| 13 settembre 1949 ?, Praga Durata: ? - Spettatori: ? | Romania | 3 - 0 | Belgio   | 15-4, 15-4, 15-9                |

##### Classifica
| Pos. | Squadra | Pt | G | V | P | SV | SP | Ratio | PF  | PS  | Ratio |
| ---- | --- | -- | - | - | - | -- | -- | ----- | --- | --- | ----- |
| 1.   | [[File: Flag of the Soviet Union (1936 – 1955).svg\|class=noviewer\| Unione Sovietica (bandiera)\|border\|20x16px]] [[Nazionale maschile di pallavolo dell' Unione Sovietica\| Unione Sovietica]] | 6  | 3 | 3 | 0 | 9  | 0  | MAX   | 136 | 57  | 2,386 |
| 2.   | Romania | 5  | 3 | 2 | 1 | 6  | 5  | 1,200 | 129 | 127 | 1,015 |
| 3.   | Ungheria | 4  | 3 | 1 | 2 | 5  | 6  | 0,833 | 131 | 128 | 1,023 |
| 4.   | Belgio | 3  | 3 | 0 | 3 | 0  | 9  | 0,000 | 51  | 135 | 0,377 |

      Qualificata al girone per il primo posto.
      Qualificata al girone per il settimo posto.

### Fase finale

#### Girone 1º posto

##### Risultati
| 14 settembre 1949 ?, Praga Durata: ? - Spettatori: ? | [[Nazionale maschile di pallavolo dell' Unione Sovietica\| Unione Sovietica]] [[File: Flag of the Soviet Union (1936 – 1955).svg\|class=noviewer\| Unione Sovietica (bandiera)\|border\|20x16px]] | 3 - 0 | Polonia        | 15-9, 15-5, 15-6                |
| 14 settembre 1949 ?, Praga Durata: ? - Spettatori: ? | Bulgaria | 3 - 0 | Francia        | 15-10, 16-14, 15-11             |
| 14 settembre 1949 ?, Praga Durata: ? - Spettatori: ? | Cecoslovacchia | 3 - 0 | Romania        | 15-6, 15-7, 15-8                |
| 15 settembre 1949 ?, Praga Durata: ? - Spettatori: ? | [[Nazionale maschile di pallavolo dell' Unione Sovietica\| Unione Sovietica]] [[File: Flag of the Soviet Union (1936 – 1955).svg\|class=noviewer\| Unione Sovietica (bandiera)\|border\|20x16px]] | 3 - 0 | Bulgaria       | 15-8, 15-4, 15-1                |
| 15 settembre 1949 ?, Praga Durata: ? - Spettatori: ? | Romania | 3 - 1 | Francia        | 15-8, 11-15, 15-11, 15-11       |
| 15 settembre 1949 ?, Praga Durata: ? - Spettatori: ? | Cecoslovacchia | 3 - 0 | Polonia        | 15-7, 15-3, 15-2                |
| 16 settembre 1949 ?, Praga Durata: ? - Spettatori: ? | [[Nazionale maschile di pallavolo dell' Unione Sovietica\| Unione Sovietica]] [[File: Flag of the Soviet Union (1936 – 1955).svg\|class=noviewer\| Unione Sovietica (bandiera)\|border\|20x16px]] | 3 - 0 | Francia        | 15-4, 15-1, 15-8                |
| 16 settembre 1949 ?, Praga Durata: ? - Spettatori: ? | Romania | 3 - 1 | Polonia        | 9-15, 15-6, 15-10, 15-9         |
| 16 settembre 1949 ?, Praga Durata: ? - Spettatori: ? | Cecoslovacchia | 3 - 0 | Bulgaria       | 15-8, 15-1, 15-8                |
| 17 settembre 1949 ?, Praga Durata: ? - Spettatori: ? | Bulgaria | 3 - 2 | Polonia        | 13-15, 15-12, 15-10, 6-15, 15-7 |
| 17 settembre 1949 ?, Praga Durata: ? - Spettatori: ? | Cecoslovacchia | 3 - 0 | Francia        | 15-2, 15-1, 15-4                |
| 17 settembre 1949 ?, Praga Durata: ? - Spettatori: ? | [[Nazionale maschile di pallavolo dell' Unione Sovietica\| Unione Sovietica]] [[File: Flag of the Soviet Union (1936 – 1955).svg\|class=noviewer\| Unione Sovietica (bandiera)\|border\|20x16px]] | 3 - 1 | Romania        | 14-16, 15-6, 15-6, 15-11        |
| 18 settembre 1949 ?, Praga Durata: ? - Spettatori: ? | Polonia | 3 - 0 | Francia        | 17-15, 15-10, 15-6              |
| 18 settembre 1949 ?, Praga Durata: ? - Spettatori: ? | [[Nazionale maschile di pallavolo dell' Unione Sovietica\| Unione Sovietica]] [[File: Flag of the Soviet Union (1936 – 1955).svg\|class=noviewer\| Unione Sovietica (bandiera)\|border\|20x16px]] | 3 - 1 | Cecoslovacchia | 15-7, 15-11, 17-19, 15-13       |
| 18 settembre 1949 ?, Praga Durata: ? - Spettatori: ? | Bulgaria | 3 - 1 | Romania        | 15-9, 15-5, 5-15, 15-12         |

##### Classifica
| Pos. | Squadra | Pt | G | V | P | SV | SP | Ratio | PF  | PS  | Ratio |
| ---- | --- | -- | - | - | - | -- | -- | ----- | --- | --- | ----- |
| 1.   | [[File: Flag of the Soviet Union (1936 – 1955).svg\|class=noviewer\| Unione Sovietica (bandiera)\|border\|20x16px]] [[Nazionale maschile di pallavolo dell' Unione Sovietica\| Unione Sovietica]] | 10 | 5 | 5 | 0 | 15 | 2  | 7,500 | 256 | 135 | 1,896 |
| 2.   | Cecoslovacchia | 9  | 5 | 4 | 1 | 13 | 3  | 4,333 | 230 | 119 | 1,932 |
| 3.   | Bulgaria | 8  | 5 | 3 | 2 | 9  | 9  | 1,000 | 190 | 225 | 0,844 |
| 4.   | Romania | 7  | 5 | 2 | 3 | 8  | 11 | 0,727 | 211 | 239 | 0,882 |
| 3.   | Polonia | 6  | 5 | 1 | 4 | 6  | 12 | 0,500 | 178 | 239 | 0,744 |
| 4.   | Francia | 5  | 5 | 0 | 5 | 1  | 15 | 0,066 | 131 | 239 | 0,548 |

#### Girone 7º posto

##### Risultati
| 14 settembre 1949 ?, Praga Durata: - Spettatori: | Ungheria | 3 - 1 | Paesi Bassi | 15-3, 15-3, 14-16, 15-6 |
| 15 settembre 1949 ?, Praga Durata: - Spettatori: | Italia   | 3 - 0 | Belgio      | 15-4, 15-3, 15-6        |
| 16 settembre 1949 ?, Praga Durata: - Spettatori: | Italia   | 3 - 0 | Paesi Bassi | 15-2, 15-11, 15-6       |
| 17 settembre 1949 ?, Praga Durata: - Spettatori: | Ungheria | 3 - 0 | Italia      | 15-12, 15-2, 15-10      |
| 17 settembre 1949 ?, Praga Durata: - Spettatori: | Belgio   | 3 - 0 | Paesi Bassi | 15-4, 15-6, 15-13       |
| 18 settembre 1949 ?, Praga Durata: - Spettatori: | Ungheria | 3 - 0 | Belgio      | 15-4, 15-10, 15-3       |

##### Classifica
| Pos. | Squadra     | Pt | G | V | P | SV | SP | Ratio | PF  | PS  | Ratio |
| ---- | ----------- | -- | - | - | - | -- | -- | ----- | --- | --- | ----- |
| 1.   | Ungheria    | 6  | 3 | 3 | 0 | 9  | 1  | 9,000 | 149 | 69  | 2,159 |
| 2.   | Italia      | 5  | 3 | 2 | 1 | 6  | 3  | 2,000 | 114 | 77  | 1,480 |
| 3.   | Belgio      | 4  | 3 | 1 | 2 | 3  | 6  | 0,500 | 75  | 113 | 0,633 |
| 4.   | Paesi Bassi | 3  | 3 | 0 | 3 | 1  | 9  | 0,111 | 70  | 149 | 0,469 |

## Podio

### Campione
Unione Sovietica|
 
Formazione: 1 Vladimir Vasil'čikov, 2 Porfirij Voronin, 3 Valentin Kitaev, 4 Nikolaj Micheev, 5 Sergej Nefëdov, 6 Michail Pimenov, 7 Konstantin Reva, 8 Vladimir Savvin, 9 Vladimir Ul'janov, 10 Vladimir Ščagin, 11 Anatolij Ėjngorn, 12 Aleksej Jakušev, CT: Grigorij Berljand

### Secondo posto
Formazione: 1 Miloslav Bouchal, 2 Josef Brož, 3 Karel Brož, 4 Jaroslav Fučík, 5 Václav Matiášek, 6 František Mikota, 7 Jaromír Paldus, 8 Josef Reiche, 9 František Schwarzkopf, 10 Zdeněk Soukup, 11 Josef Tesař, 12 Josef Votava, CT: 

### Terzo posto
Formazione: 1 Kostadin Šopov, 2 Boris Gjuderov, 3 Mitko Dimitrov, 4 Dragomir Stojanov, 5 Todor Simov, 6 Georgi Komatov, 7 Panajot Pondalov, 8 G'oko Petrov, 9 Bojan Mošelov, 10 Kosta Badžakov, 11 Stojčo Kărdžiev, 12 Boris Vladimirov, CT: Valentin Ankov

## Classifica finale
| Pos | Squadra |
| --- | --- |
|     | [[File: Flag of the Soviet Union (1936 – 1955).svg\|class=noviewer\| Unione Sovietica (bandiera)\|border\|20x16px]] [[Nazionale maschile di pallavolo dell' Unione Sovietica\| Unione Sovietica]] |
|     | Cecoslovacchia |
|     | Bulgaria |
| 4   | Romania |
| 5   | Polonia |
| 6   | Francia |
| 7   | Ungheria |
| 8   | Italia |
| 9   | Belgio |
| 10  | Paesi Bassi |